# Metacatharsius imitator
Metacatharsius imitator är en skalbaggsart som beskrevs av Vladimir Balthasar 1965. Metacatharsius imitator ingår i släktet Metacatharsius och familjen bladhorningar. Inga underarter finns listade i Catalogue of Life.